# Angelika Hauff
Pour les articles homonymes, voir Hauff.
Angelika Hauff, née Alice Paula Marie Suchanek le 15 décembre 1922 à Vienne et morte le 3 décembre 1983 dans la même ville, est une actrice autrichienne.

## Biographie
Dès l'âge de cinq ans, elle se produit comme danseuse de ballet à l'Opéra national de Vienne. Elle fréquente le séminaire Max-Reinhardt et obtient en 1942 un engagement au théâtre d'État de Salzbourg. La même année, elle fait sa première apparition au cinéma et obtient dès sa deuxième participation un rôle principal dans le film d'artistes Le Roi du cirque (de). En 1944, elle figurait sur la Gottbegnadeten-Liste du ministère de l'Éducation du peuple et de la Propagande du Reich.
Dans les années qui suivirent, elle participa à de nombreuses productions allemandes et autrichiennes. Elle a travaillé trois fois pour la Deutsche Film AG, à savoir dans l'adaptation cinématographique de l'opéra Le Mariage de Figaro (de), dans la biographie médicale Semmelweis (de) et dans l'adaptation littéraire est-germano-suédoise Mademoiselle de Scudéry. Pour quelques films, elle a tourné au Brésil.
Au fil des années, ses rôles au cinéma sont devenus de plus en plus insignifiants. Au lieu de cela, son travail sur les planches a pris de l'importance. Après de nombreuses tournées, elle fut membre du Burgtheater de Vienne de 1955 à sa mort. Quelques semaines avant sa mort, elle reçut le titre professionnel de « Kammerschauspielerin » (comédienne de chambre) pour son activité dans ce théâtre.
Sa dernière demeure se trouve dans le cimetière de Selpritsch à Velden am Wörther See.

## Filmographie
- 1943 : Le Roi du cirque (de) (Zirkus Renz) d'Arthur Maria Rabenalt
- 1944 : Melusine (de) de Hans Steinhoff
- 1944 : Freitag, der 13. (de) d'Erich Engels
- 1945 : Wir beide liebten Katharina (inachevé)
- 1947 : La Déesse des Incas (Die Göttin vom Rio Beni) de Franz Eichhorn
- 1948 : La Reine de la route (Königin der Landstraße) de Géza von Cziffra
- 1949 : Das Geheimnis der roten Katze (de) de Helmut Weiss
- 1949 : Tromba (de) de Helmut Weiss
- 1949 : Les Noces de Figaro (de) (Figaros Hochzeit) de Georg Wildhagen
- 1949 : Semmelweis (de) (Semmelweis - Retter der Mütter) de Georg C. Klaren
- 1950 : Une fille à matelots (de) (Lockende Gefahr) d'Eugen York
- 1950 : Das Mädchen aus der Südsee (de) de Hans Müller (de)
- 1951 : Le Dernier Coup (de) (Der letzte Schuß) de Franz Seitz
- 1951 : Les Yeux noirs (de) (Schwarze Augen) de Géza von Bolváry
- 1952 : La Route de la maison (de) (Straße zur Heimat) de Romano Mengon
- 1952 : Christine la fille du forestier (de) (Die Försterchristel) d'Arthur Maria Rabenalt
- 1952 : Ein ganz großes Kind (de) de Paul Verhoeven
- 1953 : Fräulein Casanova (de) d'E. W. Emo
- 1953 : Une valse pour l'empereur (Kaiserwalzer) de Franz Antel
- 1953 : Fatalidade
- 1953 : Chamas no cafezal
- 1953 : Martin Toccaferro
- 1954 : Der Komödiant von Wien (de)
- 1954 : Die Stadt ist voller Geheimnisse (de)
- 1954 : Le Fantôme du cirque (Phantom des großen Zeltes) de Paul May
- 1955 : Mademoiselle de Scudéry (Das Fräulein von Scuderi) d'Eugen York
- 1955 : Le Silence de la forêt (de) (Das Schweigen im Walde) de Helmut Weiss
- 1955 : Mozart de Karl Hartl
- 1956 : Bademeister Spargel (de)
- 1956 : Das Liebesleben des schönen Franz (de)
- 1958 : Le Berger de Trutzberg (de) (Der Schäfer vom Trutzberg) d'Eduard von Borsody
- 1960 : Es geschah an der Grenze (série télévisée)
- 1960 : Das weite Land (série télévisée)
- 1962 : Wetter veränderlich (série télévisée)
- 1977 : Arrête ton char... bidasse !! de Michel Gérard
- 1979 : Egon Schiele, enfer et passion (Egon Schiele – Exzesse) d'Herbert Vesely